# Tucumcari
Tucumcari ist eine Stadt mit 5363 Einwohnern (Stand April 2010) im Nordosten des US-Bundesstaats New Mexico. Sie liegt im Quay County und ist dessen County Seat (Verwaltungssitz). Die Stadt lag an der historischen Route 66.

## Geschichte

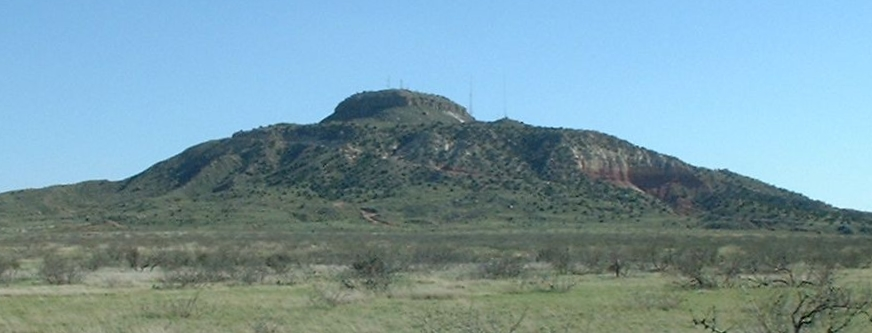
Tucumcari Mountain

Bereits im 13. Jahrhundert haben die Anasazi Kürbisse, Bohnen und Getreide entlang der Flüsse in der Region angebaut. Aus Funden von Töpferarbeiten und anderer Artefakte wird der Schluss gezogen, dass hier ein funktionierendes Handelszentrum existiert hat. Um 1700 lebten unter anderen Apachen und Comanchen in der Region, wobei der Tucumcari Mountain als Aussichtspunkt zum Auffinden der Jagdbeute genutzt wurde.
Die eigentliche Siedlung entstand 1901 als Zeltstadt noch unter dem Namen „Six Shooter Siding“ entlang der Chicago, Rock Island and Union Pacific Railroad. Im Jahr 1902 machten bereits vier Personenzüge, zwei Post- und zwei Güterzüge täglich Halt in dem Ort. Mit Beginn des Ausbaus des Ortes durch die Bahngesellschaft im Jahr 1908 erhielt der Ort seinen heutigen Namen. Ab 1910 war Tucumcari ein Zentrum des Schienenverkehrs mit einem Lokschuppen, einem Depot und einem Wasserturm. Nachdem 1926 die Route 66 den Ort erreicht hatte, nahm die Bedeutung der Eisenbahn zugunsten des Autoverkehrs ab.

## Wirtschaft
Die wichtigsten Wirtschaftszweige in Tucumcari sind Landwirtschaft und Lebensmittelproduktion. Über ein ausgedehntes Bewässerungssystem werden etwa 55.000 Acre (ca. 220 km2, ca. 22257 Hektar) Land bewässert. Zugleich wird der Tourismus als Einnahmequelle gefördert. Die Stadt betreibt zwei Windparks zur Gewinnung erneuerbarer Energie.

## Söhne und Töchter der Stadt
- Bob Scobey (1916–1963), Musiker
- Richard D. Spence (1925–2015), Eisenbahnmanager